# See (série de televisão)
See é uma série de televisão via streaming americana dos gêneros drama e ficção científica, produzida para a plataforma Apple TV+. A série é escrita por Steven Knight e dirigido por Francis Lawrence. Os produtores executivos incluem Knight, Lawrence, Peter Chernin, Jenno Topping e Kristen Campo. A série estreou em 1º de novembro de 2019 e foi renovada para uma segunda temporada, mas devido à pandemia de COVID-19, as filmagens foram temporariamente adiadas, mas concluídas em 18 de março de 2021. A segunda temporada estreou em 27 de agosto de 2021 e a terceira temporada em 26 de agosto de 2022. See chegou ao fim no dia 14 de outubro de 2022, após 24 episódios.

## Premissa
See acontece num futuro em que a raça humana perdeu o sentido da visão e a sociedade teve que encontrar novas maneiras de interagir, construir, caçar e sobreviver. Tudo isto é colocado em xeque quando dois irmãos gêmeos nascem com visão."

## Elenco e personagens

### Principal
- Jason Momoa como Baba Voss, um guerreiro destemido e líder da tribo Alkenny. Ele é o marido de Maghra, irmão mais velho de Edo Voss, e pai adotivo de Kofun e Haniwa, crianças nascidas com o senso adormecido de visão. Ele coloca a segurança de sua família, amigos e tribo como prioridade máxima para protegê-los dos caçadores de bruxas.
- Sylvia Hoeks como Rainha Sibeth Kane, a governante do Reino Payan e irmã mais velha de Maghra. Ela exerce seu poder impiedosamente e mata qualquer um que espalha heresias sobre o sentido da visão.
- Hera Hilmar como Maghra Kane, que se juntou à Tribo Alkenny como uma estranha, logo se casando com Baba Voss. Ela é a irmã mais nova de Sibeth e mãe de Kofun e Haniwa. Ferozmente protetora de sua família, Maghra fará o que for necessário para mantê-los vivos.
- Christian Camargo como Tamacti Jun, o cobrador de impostos real e General Caçador de Bruxas do exército Payan. Um soldado brilhante e violento, ele tem a tarefa de encontrar aqueles com visão, especificamente os filhos de Jerlamarel.
- Archie Madekwe como Kofun, filho de Baba Voss e Maghra, e filho biológico de Jerlamarel, que tem a capacidade de ver. Composto, cuidadoso e inteligente, ele se torna mais cauteloso do que sua irmã gêmea Haniwa.
- Nesta Cooper como Haniwa, filha de Baba Voss e Maghra, e filha biológica de Jerlamarel, que também tem a capacidade de ver. Orgulhosa, determinada e forte, ela se torna mais rebelde do que seu irmão gêmeo Kofun, e mais curiosa sobre suas verdadeiras origens.
- Yadira Guevara-Prip como Bow Lion, uma feroz aliada de Baba Voss e membro da tribo Alkenny. Ela é filha de A Sonhadora e possui as habilidades de uma "Guerreira das Sombras", tendo a rara capacidade de se mover sem ser detectado pela som ou cheiro. (temporada 1; convidada na temporada 2)
- Alfre Woodard como Paris, uma sábia membro mais velha da Tribo Alkenny. Sua sabedoria inata guia Baba Voss, especialmente em tempos de crise, e ela age como uma mãe adotiva para ele. Ela também serve como a xamã da tribo. (temporadas 1-2)
- Eden Epstein como Wren, uma tenente inteligente e ambiciosa do exército Trivantiano, que tem a capacidade de ver e é uma confidente próxima de Edo Voss. (temporada 2-presente)
- Olivia Cheng como Charlotte, uma guerreira feroz e protetora do Alkenny. Ela não tem filtro e não tem vergonha de dizer o que está em sua mente. (temporada 2-presente)
- Hoon Lee como Toad, um habilidoso soldado caçador de bruxas. Ele acredita que a visão é um mal, que está arraigado nele desde o nascimento. (temporada 2)
- Tom Mison como Lorde Harlan, o governante da cidade de Pennsa que fala rápido, é inteligente e astuto. Ele é o irmão mais velho de Kerrigan e amigo de infância de Maghra. (temporada 2 - presente)
- Dave Bautista como Edo Voss, o irmão mais novo e vingativo de Baba Voss e Comandante Geral do exército Trivantiano, um reino rival de Payan. (temporada 2)

### Recorrente
- Tantoo Cardinal como A Sonhadora, um membro mais velho da Tribo Alkenny e mãe de Bow Lion. (temporada 1)
- Mojean Aria como Gether Bax, um membro não confiável da Tribo Alkenny e sobrinho de Souter Bax. (temporada 1)
- Marilee Talkington como Souter Bax, membro da tribo Alkenny e tia de Gether Bax. (temporada 1)
- Luc Roderique como Arca, o intendente da Tribo Alkenny que é leal a Baba Voss. (temporada 1)
- Bree Klauser como Matal, um membro da Tribo Alkenny e um "Presságio", alguém com uma capacidade extrassensorial de sentir emoções. (temporada 1)
- Peter James Bryant como Lord Dune, um dos conselheiros de Sibeth Kane e membro do conselho governante de Payan. (temporada 1)
- Hiro Kanagawa como Lord Unoa, o médico real de Payan. (temporada 1)
- Lauren Glazier como Nyrie, a leal dama de companhia de Sibeth Kane. (temporada 1)
- Franz Drameh como Boots, um misterioso ex-membro de uma tribo de catadores. Ele também é filho de Jerlamarel e tem a capacidade de ver. (temporada 1; convidado na temporada 2)
- Timothy Webber como Cutter, um proprietário de escravos que controla uma operação de fabricação de seda que abastece os nobres de Payan. (temporada 1)
- Jessica Harper como Cora, uma escrava que trabalhava nas fazendas de seda de Cutter, até que ela mais tarde ganha sua liberdade. (temporada 1; convidada na temporada 2)
- Dayo Okeniyi como Oloman, o mais velho dos filhos com visão de Jerlamarel e sua mão direita que também é um engenheiro proficiente. (temporada 2; convidado como temporada 1)
- Adrian Groulx como Rockwell, um jovem filho de Jerlamarel que foi presenteado a Edo Voss para que ele pudesse tirar vantagem da visão em combate. (temporada 2)
- Alex Breaux como Dax, um caçador de bruxas servindo sob Toad. (temporada 2)
- Adam Morse como Frye, um caçador de bruxas servindo sob Toad. (temporada 2)
- Luke Humphrey como Kerrigan, irmão mais novo de Lorde Harlan e conselheiro próximo. (temporada 2)
- Martin Roach como Capitão Gosset, o comandante das forças militares em Pennsa. (temporada 2)
- Nina Kiri como Harmony, uma serva em Pennsa que atende Sibeth e Maghra Kane. (temporada 2)

### Convidado
- Joshua Henry como Jerlamarel, um herege e pregador da visão. Ele é o pai biológico de Kofun, Haniwa, Boots e muitas outras crianças com visão. (temporadas 1-2)

## Episódios
| Temporada | Temporada | Episódios | Episódios | Originalmente exibido | Originalmente exibido |
| Temporada | Temporada | Episódios | Episódios | Estreia da temporada  | Final da temporada    |
| --------- | --------- | --------- | --------- | --------------------- | --------------------- |
|           | 1         | 8         | 8         | 1 de novembro de 2019 | 6 de dezembro de 2019 |
|           | 2         | 8         | 8         | 27 de agosto de 2021  | 15 de outubro de 2021 |
|           | 3         | 8         | 8         | 26 de agosto de 2022  | 14 de outubro de 2022 |

### 1ª temporada (2019)
| N.º na série | N.º na temp. | Título                                                                             | Dirigido por               | Escrito por                                      | Lançamento             |
| --- | ------------ | ---------------------------------------------------------------------------------- | -------------------------- | ------------------------------------------------ | ---------------------- |
| 1 | 1            | "Godflame" "O Deus da Chama" (BR/PT)                                               | Francis Lawrence           | Steven Knight                                    | 1 de novembro de 2019  |
| Em um futuro distópico em que a raça humana perdeu o sentido da visão, dois bebês nascem de Maghra - uma recém-chegada à tribo Alkenny, que se estabeleceu por gerações em uma paisagem florestal exuberante. Ela é atendida por Paris - uma companheira de seu passado. Enquanto isso, a Rainha Kane - a governante da cidade de Kanzua e o exército dos Caçadores de Bruxas - ordenou que seu General Caçador de Bruxas, Tamacti Jun, caçasse as chamadas 'bruxas' - aqueles que promovem o conceito de visão ou que disseminam o conhecimento de Jerlamarel, um homem com a capacidade de ver. No assentamento Alkenny, o líder da tribo Baba Voss - o pai adotivo dos bebês e marido de Maghra - prepara a vila para a batalha. O membro da tribo Gether Bax trai Alkenny, divulgando a localização do assentamento para Tamacti Jun, e também menciona o nascimento dos bebês e os rumores de que seu pai é o mítico Jerlamarel. Baba Voss e todos da aldeia Alkenny se envolvem em uma batalha sangrenta para defender o assentamento e o exército dos Caçadores de Bruxas se retira. Com sua localização comprometida e o exército dos Caçadores de Bruxas agora em perseguição, Baba Voss e Paris seguem as pistas de Jerlamarel e levam o povo de Alkenny a uma ponte recém-descoberta que fornece a passagem da tribo para fora do vale. Baba Voss destrói a ponte impedindo que seus perseguidores o sigam. Após muitos dias de viagem, os Alkenny encontram uma nova área para criar um assentamento. |              |                                                                                    |                            |                                                  |                        |
| 2 | 2            | "Message in a Bottle" "Mensagem na Garrafa" (BR/PT)                                | Francis Lawrence           | Steven Knight                                    | 1 de novembro de 2019  |
| Enquanto caça na floresta e carrega os dois bebês, Baba Voss é atacado por um urso, mas é salvo por um homem desconhecido. O homem se revela Jerlamarel. Ele pede a Baba Voss para criar seus filhos e mantê-los em segurança até que fiquem mais velhos e informa que ele escondeu uma caixa contendo "conhecimento" em uma cachoeira próxima como presente para as crianças. Baba Voss recupera a caixa que contém dezenas de livros. Enquanto isso, Gether Bax continua a alimentar o descontentamento em relação à liderança de Voss no Alkenny. Juntamente com sua tia Souter Bax, eles secretamente recrutam outro membro da tribo - Bow Lion, atuando como uma Sombra (uma pessoa qualificada em obter informações secretamente), para espionar Baba Voss. Maghra, Baba Voss e Paris descobrem que os bebês - agora chamados Kofun e Haniwa - podem ver e concordam em não falar da descoberta novamente por doze verões. Ciente dessas informações, Gether Bax envia uma mensagem em uma garrafa no rio. Doze verões depois, Paris vai contra os desejos de Maghra e informa Kofun e Haniwa que Jerlamarel é seu verdadeiro pai e fornece a caixa de livros para ler e aprender. |              |                                                                                    |                            |                                                  |                        |
| 3 | 3            | "Fresh Blood" "Sangue Fresco" (BR/PT)                                              | Francis Lawrence           | Steven Knight e Hadi Nicholas Deeb               | 1 de novembro de 2019  |
| Vários anos depois, Kofun e Haniwa estão à beira da idade adulta e passaram os últimos anos adquirindo conhecimentos e habilidades nos livros de Jerlamarel. Enquanto isso, tendo falhado em sua busca para localizá-los por muitos anos, o General Caçador de Bruxas Tamacti Jun retorna ao palácio da Rainha Kane, que aprova seu pedido de se matar, em vez de execução, como punição por seu fracasso. A Rainha Kane recebe a mensagem de Gether Bax relatando a localização do Alkenny e muda de ideia em relação a Tamacti Jun, em vez disso, ordenando que mais uma vez caçasse as crianças. No acordo de Alkenny, o incestuoso relacionamento de Gether e Souter Bax resulta em um filho natimorto e desfigurado. Em resposta, Baba Voss, Maghra e Paris, juntamente com vários Alkenny mais jovens, procuram um "festival" nas proximidades para incentivar os membros da tribo a procurar parceiros de fora de sua tribo. Sem o conhecimento deles, Kofun e Haniwa curiosamente os seguem. O grupo chega ao festival, mas descobre que os rumores de bruxas se espalharam e testemunham pessoas inocentes sendo queimadas vivas. Kofun é capturado por comerciantes de escravos. Haniwa informa seus pais e o grupo rastreia os comerciantes de escravos até uma antiga pedreira. Baba Voss revela sua vergonha de ser um ex-comerciante de escravos para sua família, antes de realizar um resgate violento de Kofun. A tribo retorna ao assentamento Alkenny para descobrir que o exército dos Caçadores de Bruxas está à beira de montar um ataque. |              |                                                                                    |                            |                                                  |                        |
| 4 | 4            | "The River" "O Rio" (BR/PT)                                                        | Anders Engström            | Steven Knight e Hadi Nicholas Deeb               | 8 de novembro de 2019  |
| Enquanto o exército dos Caçadores de Bruxas invade o assentamento Alkenny, Baba Voss, Maghra, Paris, Kofun e Haniwa escapam junto com a Bow Lion. Baba Voss leva o grupo a um rio e a uma balsa que ele havia construído anteriormente em segredo. Gether Bax mais uma vez trai a tribo e leva os Caçadores de Bruxas ao rio em busca do grupo. O grupo se defende do ataque antes de Haniwa ferir fatalmente Gether Bax e o grupo escapar rio abaixo. Enquanto isso, o parlamento da rainha Kane se reúne e expressa frustração pela quantidade de recursos utilizados para localizar os filhos de Jerlamarel por muitos anos. Pouco depois, dois membros do parlamento - Lord Dune e Lady An, conspiram para assassinar a Rainha Kane, no entanto, a trama é ouvida pela Nyrie, a dama de companhia da rainha, que divulga o plano. De volta ao rio, Paris revela uma carta final para Kofun e Haniwa de seu pai. A carta fornece instruções para a localização de Jerlamarel. O grupo vota a favor de seguir as instruções e depois se acalma à noite pela fogueira. Na manhã seguinte, o grupo descobre que suas armas estão desaparecidas, bem como uma pequena sacola contendo um item de valor pertencente a Maghra. Enquanto isso, a Rainha Kane tendo sido atraída para uma armadilha, executa Lord Dune e Lady An com a ajuda de Nyrie. Com seus seguidores se levantando contra ela, a Rainha Kane desestabiliza a represa de Kanzua, causando o colapso da estrutura e promete procurar Jerlamarel. |              |                                                                                    |                            |                                                  |                        |
| 5 | 5            | "Plastic" "Plástico" (BR/PT)                                                       | Anders Engström            | Steven Knight e Soo Hugh                         | 15 de novembro de 2019 |
| Enquanto o vale inunda após o colapso da represa de Kanzua, a Rainha Kane e Nyrie escapam. De volta ao rio, Baba Voss, Kofun e Haniwa procuram os itens que faltam e localizam um assentamento nas proximidades. Haniwa se infiltra no assentamento e localiza os itens que faltam, mas é atacada por uma figura solitária. Baba Voss e Kofun vêm em seu socorro. O ocupante solitário é revelado como um jovem com o nome de Boots - outro dos filhos de Jerlamarel que também tem a capacidade de ver. Boots promete sua lealdade a Baba Voss, desde que ele possa se juntar ao grupo em sua jornada. Enquanto isso, a Rainha Kane, Nyrie e seu motorista são atacados por duas guerreiras das sombras. Nyrie e o motorista são mortos enquanto a Rainha Kane é capturada e levada para um assentamento de fabricação de seda nas proximidades conhecido como a Cidade dos Vermes, onde ela é apresentada ao seu líder, um homem chamado Cutter. Inconsciente de sua verdadeira identidade, Cutter força a Rainha Kane à escravidão. No rio, Haniwa devolve a pequena sacola a Maghra. O grupo é localizado pelo exército dos Caçadores de Bruxas mais uma vez e forçado a recuar na floresta. Maghra e Paris se abrigam enquanto Baba Voss e o resto do grupo lutam contra seus perseguidores. Maghra sai do esconderijo e confronta o General Tamacti Jun. O item dentro da bolsa de Maghra é revelado como um anel usado apenas pela realeza. Ao ouvir o som familiar do chocalho do anel, Tamacti Jun se inclina diante de Maghra e a chama de Princesa Maghra da Casa Kane. |              |                                                                                    |                            |                                                  |                        |
| 6 | 6            | "Silk" "Seda" (BR/PT)                                                              | Stephen Surjik             | Steven Knight, Jonathan E. Steinberg e Dan Shotz | 22 de novembro de 2019 |
| Maghra revela a Tamacti Jun que anos antes, seu pai moribundo, o ex-rei da Casa Kane, a escolheu como sucessora da irmã mais velha, agora revelada como a Rainha Kane. Sem outra prova senão a palavra dela, Maghra lembra Tamacti Jun que foi seu voto decisivo que viu a Rainha Kane emergir como monarca. Enquanto isso, na Cidade dos Vermes, uma escrava chamada Cora faz amizade com a prisioneira Rainha Kane, que mais tarde revela seu status real em confiança. É revelado que Cora está agindo sob as ordens de Cutter para obter informações. A Rainha Kane é trazida a ele antes de Cutter remover um amuleto real embutido em seu peito. De volta ao rio, Boots afirma falsamente que testemunhou a morte de Maghra e trai o grupo, levando-os a uma caverna onde são mantidos em cativeiro. Uma mulher que afirma ser a mãe de Boots se aproxima do grupo e se oferece para ajudá-los a escapar com a condição de que um deles mate Boots devido a suas ações passadas. Baba Voss luta contra vários de seus captores, permitindo que Kofun, Haniwa, Paris e Bow Lion cheguem à superfície, antes que o próprio Baba Voss mal escape vivo. Perto, Boots se deixa levar pelo exército dos Caçadores de Bruxas e é levado para Maghra. Logo depois, os mensageiros entregam uma nota de resgate de Cutter a Tamacti Jun, informando-os da prisão da Rainha Kane, junto com o amuleto real como prova de sua identidade. Boots pede que Maghra o deixe servir como tenente e se oferece para rastrear sua irmã. |              |                                                                                    |                            |                                                  |                        |
| 7 | 7            | "The Lavender Road" "A Estrada de Lavandas" (BR) "A Estrada de Alfazemas" (PT)     | Frederick E.O. Toye        | Steven Knight e Robert Levine                    | 29 de novembro de 2019 |
| Tamacti Jun tortura os mensageiros da Cidade dos Vermes para revelar sua localização, tendo os capturado com a ajuda de Boots. Deixando para trás uma pequena facção de soldados para procurar a família de Maghra, Tamacti Jun leva Maghra, Boots e o resto de seu exército para resgatar a Rainha Kane. Localizando a Cidade dos Vermes, Tamacti Jun envia Boots para explorar a área e usa as informações para se infiltrar no lugar. Depois de matar os guardas, ele encontra a rainha ferida, que foi ajudada por Cora durante a comoção de dominar Cutter e estrangulá-lo com suas correntes. Maghra vem ajudar sua irmã, que deduz sua identidade. A Rainha Kane revela que ela destruiu a represa em Kanzua enquanto fugia para matar seus opositores. Tamacti Jun reage com raiva de suas ações egoístas e considera se Maghra seria uma substituta mais adequada como monarca. Enquanto isso, Baba Voss e os outros continuam a pé, finalmente localizando O Caminhos das Lavandas - um caminho alinhado com lavandas como uma rota para a localização de Jerlamarel. O grupo encontra resistência enquanto tenta atravessar uma passagem da montanha e Bow Lion é ferida. Kofun e Haniwa se revelam filhos de Jerlamarel, mas os guardas dão permissão apenas para os filhos de Jerlamarel passar por uma ponte para chegar na Casa do Esclarecimento. Baba Voss insiste que Kofun e Haniwa continuem, para continuar em seu destino. Recuando para fora do alcance dos guardas com Bow Lion e Paris, Baba Voss revela que eles não estão saindo e continuarão a ficar por perto. Kofun e Haniwa continuam indo ao outro lado da ponte, onde encontram pela primeira vez em suas vidas as luzes elétricas. |              |                                                                                    |                            |                                                  |                        |
| 8 | 8            | "House of Enlightenment" "Casa do Esclarecimento" (BR) "Casa do Conhecimento" (PT) | Salli Richardson-Whitfield | Steven Knight e Jonathan Tropper                 | 6 de dezembro de 2019  |
| Jerlamarel aparece e recebe os gêmeos na Casa do Esclarecimento - uma antiga prisão convertida em um assentamento com eletricidade, água quente e uma extensa biblioteca. Ele os apresenta a meia dúzia de outros indivíduos com visão - também seus descendentes. A dupla percebe que Jerlamarel se vê como um salvador da humanidade e que ele foi escolhido por Deus para trazer de volta a visão ao mundo. Nas proximidades, Baba Voss e Paris deixam Bow Lion gravemente ferida sob os cuidados de outra tribo. Enquanto isso, na Cidade dos Vermes, Tamacti Jun concorda com Maghra que a Rainha Kane deve abdicar ou enfrentar consequências terríveis. Boots é abordado por Cora e tenta influenciá-lo. Maghra informa a Rainha Kane das escolhas que lhe são oferecidas, mas que, no final das contas, não será uma decisão dela. De volta à Casa do Esclarecimento, Kofun acorda e ouve Jerlamarel discutindo secretamente a entrega dos gêmeos a um coronel da tribo Trivantian, que age em nome de um misterioso general que procura os filhos de Baba Voss. Jerlamarel concorda em entregar apenas Haniwa, que o coronel aceita. Kofun é descoberto e preso antes de confrontar Jerlamarel, que não consegue convencer Kofun de suas ações. Kofun ataca Jerlamarel, que então ordena que os guardas o executem. Lá fora, Kofun é salvo por Baba Voss e os dois retornam ao assentamento. Kofun desliga o gerador, enquanto Baba Voss descobre que Jerlamarel entregou Haniwa ao general Edo Voss - irmão de Baba Voss. Baba derrota e cega Jerlamarel em combate antes que ele e Kofun escapem e se reúnam com Paris. Na Cidade dos Vermes, Tamacti Jun e Maghra pressionam a Rainha Kane por sua resposta, antes de Boots aparecer e ferir gravemente Tamacti Jun, aparentemente trabalhando em conjunto com Cora. Maghra e a Rainha Kane emergem - elas se dirigem ao exército dos Caçadores de Bruxas como governantes conjuntas e anunciam que Tamacti Jun cometeu suicídio por vergonha, antes de Maghra ordenar que o chefe do exército procure sua família. Baba Voss, Kofun e Paris se deparam com uma grande cidade abandonada e juram salvar Haniwa. |              |                                                                                    |                            |                                                  |                        |

### 2.ª temporada (2021)
| N.º na série | N.º na temp. | Título                                                             | Dirigido por                          | Escrito por      | Lançamento             |
| --- | ------------ | ------------------------------------------------------------------ | ------------------------------------- | ---------------- | ---------------------- |
| 9 | 1            | "Brothers and Sisters" "Irmãos e Irmãs" (BR/PT)                    | Simon Cellan-Jones                    | Jonathan Tropper | 27 de agosto de 2021   |
| Haniwa está atualmente mantida em cativeiro em Trivantes por Edo Voss, irmão de Baba e líder do exército Trivantiano. Baba entra furtivamente em Trivantes, sua antiga casa, para procurar Haniwa. Wren, a principal tenente de Edo, é encarregada de proteger Haniwa e, sem o conhecimento de outros, consegue ver. Baba procura a ajuda de um velho amigo, Yakis, para saber onde Haniwa está detida. Ao tentar resgatar Haniwa, Baba é enganado por aqueles que o ajudam. Ele é capaz de escapar da emboscada inicialmente, mas é visto por um menino com visão e então capturado por Edo. Em Pennsa, a Rainha Kane nomeia a cidade como a nova capital Payan, usurpando Lord Harlan de sua própria casa. Maghra, que conheceu Harlan quando eles eram crianças, tenta acabar com suas dúvidas sobre como Kanzua foi destruída. A Rainha Kane proclama falsamente que a República Trivantiana destruiu Kanzua e jura ir à guerra com Trivantes. Ela declara que está grávida, que a criança terá visão e que o profetizado "escolhido" levará Payan à vitória como reino dominante da região. Conseqüentemente, ela declara que as pessoas que enxergam não são mais bruxas, o que perturba uma parcela significativa de seus súditos. Enquanto isso, um contingente do exército de Caçadores de Bruxas encontra Kofun e pretende trazê-lo de volta para sua mãe, deixando Paris para trás. |              |                                                                    |                                       |                  |                        |
| 10 | 2            | "Forever" "Para Sempre" (BR/PT)                                    | Frederick E.O. Toye & Anders Engstrom | Stephen Tolkin   | 3 de setembro de 2021  |
| Jerlamarel luta para aceitar que perdeu para sempre a capacidade de ver. Baba permanece capturado na capital Trivantiana e é continuamente chicoteado na masmorra. Em sua cela, Baba encontra Tamacti Jun, também preso em Trivantes após sobreviver ao ataque da Rainha Kane e Boots. Tamacti Jun conta a Baba que a Princesa Maghra vive e está com a Rainha Kane. Wren e Haniwa ficam mais próximos depois que Wren mostra a cidade a ela e leva Haniwa ao seu lugar secreto cheio de arte e livros. Baba é torturado pelos homens de Edo e depois desfila pela cidade antes que eles planejem executá-lo. Haniwa é transferida para um local diferente. Wren decide ajudar Baba a escapar e eles vão em busca de Haniwa. Wren liberta Haniwa enquanto Edo e Baba lutam entre si. Em Pennsa, a Rainha Kane diz a Maghra que ela se casará com Lord Harlan. Maghra protesta e diz que é casada com Baba. Haniwa resgata Baba de Edo, que então liberta Tamacti Jun para ajudá-los a escapar da cidade. Wren recusa o pedido de Haniwa para se juntar a eles e fica para trás. A Rainha Kane aborta o filho que concebeu com Boots; em sua loucura, ela mata brutalmente Cora e Boots. |              |                                                                    |                                       |                  |                        |
| 11 | 3            | "The Compass" "A Bússola" (BR/PT)                                  | Frederick E.O. Toye & Anders Engstrom | Shelley Meals    | 10 de setembro de 2021 |
| A liderança de Edo é questionada pelo triunvirato. Edo ordena que Wren encontre o traidor que ajudou Baba, Tamacti Jun e Haniwa a escapar. Depois de escapar, os três continuam em busca de Kofun e planejam se reunir com Maghra. Lorde Harlan, na presença silenciosa da Rainha Kane, questiona o Sentinela do Palácio Zechan sobre o que aconteceu com a cidade de Kanzua. Ele diz a Lorde Harlan que os Trivantians não atacaram a cidade, mas que ele suspeita que a Rainha Kane destruiu a cidade enquanto o povo se voltava contra ela. Harlan então mata Zechan. A Rainha Kane chantageia a Princesa Maghra para se casar com Lorde Harlan, alegando que seu filho, Kofun, não estará seguro se ela não se casar com Harlan. Maghra concorda com o casamento desde que Harlan entenda que este é apenas um acordo de conveniência e que o casamento não será consumado. Paris, junto com pessoas da Bússola (guardiões que juraram salvar os que enxergam) vêm e salvam Haniwa, Baba e Tamacti Jun dos escravos. Maghra faz seus próprios planos com Harlan em relação ao casamento de conveniência. Paris compartilha sua história com Haniwa sobre como ela foi uma Guardiã da Bússola e guerreira; jurou proteger aqueles com visão. Ela revela que recebeu a tarefa de proteger uma criança superdotada com visão - ela revela que essa criança era Jerlameral, o pai biológico de Haniwa. Jerlameral fugiu de Paris com os livros e as cordas codificadas. Paris sentiu que havia falhado com a Bússola e os deixou. Os caçadores de bruxas Axe, Dax e Frye atacam Kofun na esperança de matá-lo. O caçador de bruxas Toad luta contra todos eles para proteger Kofun. |              |                                                                    |                                       |                  |                        |
| 12 | 4            | "The Witchfinder" "O Caçador de Bruxas" (BR/PT)                    | Anders Engstrom                       | Jennifer Yale    | 17 de setembro de 2021 |
| Kofun e Toad chegam a Pennsa no momento em que o dia do casamento de Maghra com Lorde Harlan está começando. Kofun implora a sua mãe, Maghra, que não se case, mas ela diz que explicará tudo mais tarde e está fazendo isso para proteção deles. Maghra instrui Kofun a permanecer em seu quarto durante a cerimônia de casamento, mas ele foge para testemunhar a farsa contra seu pai, Baba Voss. Após o casamento, a Rainha Kane se aproxima de Kofun e faz insinuações de flerte para ele. Com Baba febril, ele, Haniwa e Paris seguem para a vila de Valier. Tamacti Jun fica para trás, pois já havia causado muitos danos à aldeia. Baba, Paris e Haniwa encontram uma amiga de confiança, Bow Lion, que agora está praticando para ser uma curandeira. Enquanto isso, sem saber que Haniwa está agora com Baba, a Princesa Maghra procura Lorde Harlan para contratar seu irmão, Kerrigan, para resgatar Haniwa de Trivantes. Baba e seu grupo vão para Pennsa. |              |                                                                    |                                       |                  |                        |
| 13 | 5            | "The Dinner Party" "O Jantar" (BR/PT)                              | Anders Engstrom                       | Kirsa Rein       | 23 de setembro de 2021 |
| A Rainha Kane reúne seu conselho para discutir os exércitos disponíveis para lutar contra os Trivantianos. A Princesa Maghra e Lorde Harlan conspiram juntos em busca da paz com os Trivantianos e compartilham seus planos com a Rainha. A Rainha estabelece que a paz só será possível quando os Trivantianos se desculparem pelo ataque à cidade de Kanzua e prestarem homenagem. Baba Voss e seu grupo chegam a Pennsa, onde Kofun busca treinamento para proteger sua família. A tenente Wren é enviada como embaixadora para mediar a paz com o povo Payan, mas Edo Voss acredita que a Rainha Kane está usando a desculpa da destruição de Kanzua como um pretexto para iniciar uma guerra. Tamacti Jun procura a Princesa Maghra no palácio, enquanto a família de Baba é reunida e a Rainha Kane oferece um jantar para eles. No entanto, a alegria é interrompida quando a Rainha revela seu plano de enviar a Princesa Maghra como embaixadora em Trivantes. Baba e Paris se opõem a isso. Lorde Harlan avisa Maghra e Baba para manterem seu casamento em segredo, pois isso poderia causar problemas. Maghra sente as cicatrizes de Baba e Tamacti Jun informa Toad que ele ainda está vivo. Paris ouve rumores sobre a falta de confiança nas opiniões da Rainha e Toad leva uma mensagem para Maghra. A Princesa instrui Tamacti Jun a reunir os caçadores de bruxas para seu exército. Lorde Harlan recebe a cabeça de Kerrigan e fica emocionalmente abalado. A Rainha Kane tenta ganhar a confiança de Kofun, compartilhando sua tristeza e tocando-o intimamente, na esperança de engravidar.                                                                    |              |                                                                    |                                       |                  |                        |
| 14 | 6            | "The Truth About Unicorns" "A Verdade Sobre os Unicórnios" (BR/PT) | Anders Engstrom                       | Nelson Greaves   | 1 de outubro de 2021   |
| A Princesa Maghra, Lorde Harlan e Baba se dirigem à cúpula de paz com os Trivantianos. Paris tem uma visão de traição e derramamento de sangue. Edo Voss nomeia Wren como capitã para representar os Payans na delegação. Toad começa a treinar Kofun na arte da batalha e defesa. A Rainha Kane passa o dia cavalgando com Kofun e agradece a ele pela diversão. Haniwa alcança Maghra, Baba e Harlan e os alerta sobre a visão de Paris. Paris avisa Kofun para ter cuidado com a Rainha Zane. Lorde Harlan marca uma reunião privada com o embaixador Trivantiano Scopus para organizar negociações pacíficas. À noite, a Rainha Kane tem um jantar privado com Kofun e o faz consumir uma planta alucinatória. Ela o induz a participar de atos sexuais. Toad é repreendido por Paris por ensinar Kofun a lutar. A Rainha Kane faz um pacto de honestidade com Kofun. Na noite seguinte, Haniwa e a capitã Wren fazem amor. A visão de Paris se torna realidade quando assassinos atacam o acampamento do cume, matando Scopus e os membros do comitê de paz. A capitã Wren é a única sobrevivente e acredita que Haniwa a usou como distração. Edo Voss descobre que Wren pode ver e a questiona. A Rainha Kane procura Kofun à noite e eles têm um encontro íntimo. Na manhã seguinte, a Princesa Maghra confronta a Rainha Kane. |              |                                                                    |                                       |                  |                        |
| 15 | 7            | "The Queen's Speech" "O Discusso da Rainha" (BR/PT)                | Anders Engstrom                       | Jamie Chan       | 8 de outubro de 2021   |
| A Rainha Kane declara guerra ao povo Trivante, forçando Maghra a agir. Tamacti Jun revela que foi a Rainha Kane quem destruiu sua cidade e matou seu povo. A Rainha pede a prisão de Maghra e Tamacti Jun por traição, mas Lorde Harlan afirma que a Rainha está mentindo e que o povo está contra ela. Paris revela que a Rainha está grávida e deve ser mantida viva até o nascimento da criança. A Rainha é colocada em prisão domiciliar. O capitão Wren liderou os Trivantianos contra a Vila de Woodvale. O exército de Trivantes marcha em direção a Pennsa com soldados com visão. Maghra, Gosset, Baba e Tamacti Jun planejam uma ofensiva contra o exército de Trivantes. Haniwa revela que o general Trivante tem soldados com visão. Decidem encontrar os Trivantianos na fortaleza de Greenhill Gap. Baba Voss discorda e pede para Maghra forçar Haniwa e Kofun a ficarem para trás. Edo Voss contrata um assassino. Kofun acusa a Rainha Kane de usá-lo para engravidar. A Rainha Maghra se prepara para a batalha, mas Tamacti Jun a impede. Ela faz um discurso emocionante ao exército. O exército Payan vai para a guerra liderado por Tamacti Jun, Baba Voss, Kofun e Haniwa. Paris pede a Toad que a acompanhe em uma jornada secreta. Haniwa pede a Kofun para compartilhar seus pensamentos, mas ele pede para ela ler poemas para ele. Um assassino contratado por Edo Voss tenta matar a Rainha Maghra, mas ela o mata. O exército Trivantiano se aproxima de Greenhill Gap com mais combatentes do que o esperado. Haniwa tenta falar com a capitão Wren em busca de paz, mas Wren a rejeita e a guerra começa. Haniwa corre de volta para o forte.       |              |                                                                    |                                       |                  |                        |
| 16 | 8            | "Rock-a-Bye" "Durma, Bebê" (BR) "Embalar" (PT)                     | Anders Engstrom                       | Jonathan Tropper | 15 de outubro de 2021  |
| Haniwa retorna para a fortaleza de Greenhill Gap e se preparam para a batalha. Timacti Jun envia um mensageiro para avisar a Rainha Maghra que eles devem evacuar a cidade. Paris se encontra com outras tribos que se juntam a Baba Voss e juram lealdade a ele. Maghra confronta sua irmã, Sibeth Kane, sobre a paternidade de seu filho e descobre que é Kofun. Maghra decide criar a criança como sua própria, afastando Sibeth. Baba faz um discurso inspirador ao exército e lidera a batalha contra Edo Voss. Após a vitória, Baba mata Edo em uma luta numa ponte. Haniwa tenta convencer Wren a ficar com ela, mas Wren decide ficar em Trivantes. O exército Payan retorna a Pennsa e se reúne com Maghra. Ela libera o Exército Caçador de Bruxas de seu serviço e nomeia Timacti Jun como Alto General do Exército Payan. Alguns membros da Guarda Real de Payan se recusam a aceitar o cargo. O Comandante Trivantiano controla Oloman, filho de Jermeral, para montar explosivos. Baba se despede de sua família e parte. Paris descobre que Sibeth está grávida e Sibeth a mata para proteger seu filho. |              |                                                                    |                                       |                  |                        |

### 3ª temporada (2022)
| N.º na série | N.º na temp. | Título                                                                                     | Dirigido por    | Escrito por                          | Lançamento             |
| --- | ------------ | ------------------------------------------------------------------------------------------ | --------------- | ------------------------------------ | ---------------------- |
| 17 | 1            | "Heavy Hangs the Head" "O Peso Está nos Seus Ombros" (BR) "Pesada é a Cabeça" (PT)         | Anders Engström | Jonathan Tropper & Jennifer Yale     | 26 de agosto de 2022   |
| Após 256 dias desde a Batalha de Greenhill Gap, Wren luta com os Trivantianos contra os Ganites, mantendo em segredo seu poder da visão por medo da descoberta. Durante um ataque inimigo, os Trivantianos fogem para sua base, um navio naufragado abandonado, mostrando a vulnerabilidade da luta. O cientista-chefe de Edo, Tormada, agora líder, revela uma arma secreta para vencer a guerra. Enquanto isso, Sibeth dá à luz um bebê, mas Kofun, sobrinho de Sibeth, se recusa a aceitar a criança, alegando não ser dele. Lorde Harlan planeja proteger o bebê da suposta insanidade de Sibeth. Tormada lidera os Trivantianos em um novo plano de ataque, enquanto Wren teme que seu disfarce tenha sido descoberto. No meio do confronto, explosivos manipulados destroem os Ganites, fortalecendo a crença de Tormada em sua imparabilidade. Ele busca o poder secreto de Wren para seus próprios fins e revela planos de conquista. Enquanto isso, Haniwa confronta caçadores de bruxas e é atacada pela multidão. Baba Voss vive exilado na floresta com Lu, recusando-se a retornar à civilização. Tormada aparece buscando vingança pela morte de seu mestre, ameaçando a família de Baba. A situação se intensifica quando Lion, amiga de Baba, é morta por explosivos, que também lnça Baba pelo ar.                                             |              |                                                                                            |                 |                                      |                        |
| 18 | 2            | "Watch Out for Wolves" "Cuidado com os Lobos" (BR/PT)                                      | Anders Engström | Kate Erickson & Jennifer Yale        | 2 de setembro de 2022  |
| Baba se recupera da explosão que matou Bow Lion. Ranger e Lu o ajudam, mas Baba fica arrasado ao saber da morte de Lion. Ele se culpa pelo ataque e preocupa-se com o novo armamento. Baba discute o avanço na guerra com Ranger e reconhece a necessidade de alertar Maghra sobre o ataque. Maghra está ocupada lidando com seus próprios problemas, incluindo a prisão dos caçadores de bruxas. Tamacti Jun aconselha Maghra a matar os traidores e lidar com sua irmã. Todos querem Sibeth morta, mas Maghra tem dificuldade em permitir que sua irmã seja prejudicada. Harlan tenta fazer um acordo com o Embaixador Trovere. No entanto, a situação se complica quando Wren descobre informações sobre as armas de Tormada. Kofun finalmente se encontra com Sibeth e seu filho, mas a criança é cega. Maghra, farta de Sibeth, concorda em permitir que Trovere leve Sibeth em troca de paz. Baba avisa Maghra sobre os planos de Tormada, mas ela duvida da veracidade das informações. Mais tarde, Baba é preso depois de confrontar o Embaixador. Maghra fica furiosa com o comportamento imprudente de Baba, temendo que tenha desfeito as conversações de paz. Baba, furioso, busca vingança contra Sibeth, mas ela desaparece misteriosamente. |              |                                                                                            |                 |                                      |                        |
| 19 | 3            | "This Land Is Your Land" "Esta Terra é Sua Terra" (BR) "Esta Terra é Vossa" (PT)           | Anders Engström | Adam Stein & Jonathan Tropper        | 9 de setembro de 2022  |
| Baba Voss testemunha sobre os trevantianos usando bombas, mas a convicção de Maghra não é garantida até que Wren apareça com provas visíveis das armas. Wren enfrenta uma crise de confiança, sentindo-se culpada por ser uma desertora e estranhando estar na mesma sala que Baba Voss, a quem admirava. Haniwa, Wren e Kofun, a próxima geração, têm muito a aprender. Kofun foi manipulado por Sibeth e sente-se distante de Baba Voss. Sibeth é confrontada por Baba Voss, levando Kofun a escolher o lado de seu pai. A ausência de Sibeth provoca perguntas sobre seu papel. Novos vilões surgem, trazendo uma ameaça iminente. Os caçadores de bruxas causam problemas no reino, levando Maghra a tomar decisões controversas. Este evento deixa Haniwa furiosa, pois testemunha um assassinato sem punição. |              |                                                                                            |                 |                                      |                        |
| 20 | 4            | "The Storm" "A Tempestade" (BR/PT)                                                         | Anders Engström | Dagny Looper & Nelson Greaves        | 16 de setembro de 2022 |
| Um golpe é planejado pelos trevantianos para influenciar Harlan a mudar de lado em favor da sobrevivência de Trivantes e suas novas bombas. A lealdade de Harlan é testada, levando-o a mergulhar no campo inimigo, estabelecendo uma reunião de Maghra e Baba Voss em melhores condições. A lealdade de Harlan é questionada, enquanto Haniwa fica chocada ao vê-lo liderar um exército, apesar de ser um agente duplo. Sibeth continua a ter um papel significativo, levantando questões sobre sua sobrevivência e seu retorno. Maghra, preocupada com a segurança de Sibeth, ao mesmo tempo deseja sua condenação, demonstrando os conflitos familiares e de lealdade presentes na trama. |              |                                                                                            |                 |                                      |                        |
| 21 | 5            | "The House of Enlightenment" "A Casa do Esclarecimento" (BR) "A Casa do Conhecimento" (PT) | Anders Engström | Adam Benic & Jennifer Yale           | 23 de setembro de 2022 |
| Sibeth Kane se encontra com os Caçadores de Bruxas e os convencem a jurarem-lhe lealdade, fazendo-a proclamarem sua rainha novamente. Enquanto isso, Baba Voss e sua companhia se barricam em um prédio da Casa do Esclarecimento, enquanto Tormada e seu regimento vasculham o arsenal em busca das crianças com visão. A briga entre Wren, Charlotte, Lu e os perseguidores de Tormada é descrita como previsível. Tormada é criticado por sua estratégia militar, que resulta em emboscadas para seus soldados. Após uma série de confrontos, Baba Voss incendeia a Casa do Esclarecimento, o que gera divisões entre os personagens. Sheva sussurra para Haniwa sobre a existência de "outros" repositórios de conhecimento. |              |                                                                                            |                 |                                      |                        |
| 22 | 6            | "The Lowlands" "As Planícies" (BR/PT)                                                      | Anders Engström | Karl Taro Greenfeld & Nelson Greaves | 30 de setembro de 2022 |
| Maghra e Tamacti Jun encontram seu conselho morto e suspeitam dos Caçadores de Bruxas. Maghra está frustrada por ter mostrado misericórdia a eles, apenas para ser traída. Enquanto isso, Baba Voss e seu grupo tentam alcançar Tormada para avisar Maghra sobre seu ataque iminente. Harlan sugere uma rota arriscada para evitar Tormada. Nevla traz mais tropas para Tormada, preocupada com a falta de soldados. Tormada revela um instrumento para disparar bombas à distância. Baba Voss e seu grupo são atacados por canibais, resultando em sequestro e luta. Enquanto isso, Maghra e Tamacti Jun caçam e derrotam os Caçadores de Bruxas, deixando Shiloh para morrer. Sibeth Kane se une a Tormada e oferece casamento em troca de apoio. Kane mata Lucien, e Kofun é capturado por um Witchfinder. Tormada e Maghra se preparam para batalha em Pennsa a qualquer momento. |              |                                                                                            |                 |                                      |                        |
| 23 | 7            | "God Thunder" "Deus do Trovão" (BR/PT)                                                     | Anders Engström | Jennifer Yale e Jonathan Tropper     | 7 de outubro de 2022   |
| As bombas são preparadas para atacar a cidade enquanto Kofun, um prisioneiro, é levado diante de Sibeth, a nova rainha. Ela agradece a Kofun por libertá-la e oferece a ele assentos na primeira fila para o ataque iminente. A gangue de Baba Voss retorna a tempo de testemunhar as bombas devastando sua terra natal. As bombas destroem cabanas e Sibeth irradia enquanto seus inimigos são mortos. Sobreviventes lutam em meio à fumaça e aos escombros em direção ao palácio da Rainha Maghra. Maghra tenta salvar seu neto bebê quando o palácio é atingido. Posteriormente, sobreviventes são encontrados nos escombros, incluindo Kofun que é declarado desaparecido. Maghra se culpa por não ter matado sua irmã quando teve a chance e inicia uma evacuação da cidade. Enquanto tenta formular um plano, Kofun e Sibeth se reencontram fora dos muros da cidade. Kofun expressa sua raiva, mas Sibeth afirma seu profundo amor por ele. Entretanto, Kofun a chama de assassina e traidora. Tormada planeja cercar a cidade, forçando os cidadãos a ficarem presos. Maghra planeja se render, até que uma chave é entregue a ela, revelando túneis escondidos sob a cidade. Os cidadãos fogem pelos túneis enquanto Maghra decide abandonar a coroa e viver uma vida simples nas montanhas. Enquanto os cidadãos fogem, Baba volta para matar Sibeth. |              |                                                                                            |                 |                                      |                        |
| 24 | 8            | "I See You" "Eu Vejo Você" (BR) "Eu Vejo-te" (PT)                                          | Anders Engström | Jonathan Tropper                     | 14 de outubro de 2022  |
| Baba Voss e Ranger voltam à luta para caçar a Rainha Sibeth, matando brutalmente soldados em seu caminho. O povo de Pennsa escapa por túneis, mas as bombas recomeçam. Kofun é enterrado sob os escombros, e Maghra decide revidar. Baba e Ranger se escondem entre os cadáveres e entram em ação. Maghra confronta Sibeth, que declara cessar-fogo, mas Maghra a apunhala e a mata. Tormada foge, mas é morto por Ranger. A batalha termina com Baba se sacrificando. Maghra reconstrói a cidade, Haniwa e Wren se casam, Kofun se torna um pai amoroso. A política volta, com negociações de paz e Maghra discute com o Banco a possibilidade de igualdade com as pessoas com visão. Haniwa e Wren decidem deixar a sociedade e procurar pessoas com visão semelhante. Kofun se compromete com o modo de vida de seu povo. A série termina com Haniwa e Wren encontrando uma comunidade em Nova York, prometendo um futuro melhor. |              |                                                                                            |                 |                                      |                        |

## Produção

### Desenvolvimento
Em 10 de janeiro de 2018, foi anunciado que a Apple havia encomendado à produção de uma temporada de oito episódios para uma série. A série foi programada para ser escrita por Steven Knight e dirigida por Francis Lawrence, os quais se tornaram produtores executivos ao lado de Peter Chernin, Jenno Topping e Kristen Campo. As empresas de produção envolvidas na série incluíram Chernin Entertainment e Endeavor Content.
A organização de notícias The Wrap informou em 7 de novembro de 2019 que a Apple encomendou uma segunda temporada do programa.

### Escolha do elenco
Em julho de 2018, foi anunciado que Jason Momoa e Alfre Woodard haviam sido escalados para papéis regulares da série. Em agosto de 2018, foi anunciado que Yadira Guevara-Prip, Nesta Cooper, Sylvia Hoeks e Archie Madekwe haviam se juntado ao elenco principal. Em 18 de outubro de 2018, foi relatado que Christian Camargo e Hera Hilmar haviam sido escalados para papéis regulares da série. Oliver Rae Aleron e Spencer Prewett, da Archspire, aparecem em uma participação especial no primeiro episódio.

### Filmagens
A fotografia principal da primeira temporada começou em 17 de setembro de 2018 em Vancouver, Canadá e terminou em 8 de fevereiro de 2019. Em outubro de 2018, foi relatado que as filmagens estavam ocorrendo nas áreas de Campbell River e Strathcona Provincial Park, na ilha de Vancouver, Colúmbia Britânica.
As filmagens para a segunda temporada estavam planejadas para começar em 3 de fevereiro de 2020 e terminar em 10 de julho de 2020. No entanto, em março de 2020, a produção foi interrompida devido à Pandemia de Covid-19. Em setembro de 2020, foi relatado que See iria retomar as filmagens em 14 de outubro de 2020 em Toronto, Ontário. A segunda temporada teve suas filmagens finalizadas em 18 de março de 2021.
Antes da renovação da terceira temporada, as filmagens começaram em maio de 2021 e devem ser concluídas em outubro de 2021.

## Recepção critica
O site de agregação de análises Rotten Tomatoes concedeu à série uma classificação de aprovação de 43% com base em 46 análises, com uma classificação média de 4,95/10. O consenso crítico do site diz: "Embora seu elenco seja capaz de ser claramente um jogo, uma dependência excessiva de sangue e uma narrativa sombria - e às vezes cômica - complicam a visão ousada da See." No Metacritic, a série tem uma pontuação média ponderada de 37 em 100, com base em críticas de 20 críticos, indicando "críticas geralmente desfavoráveis".
Daniel D'Addario, da Variety, criticou o programa, dizendo: "Perde o tempo de Jason Momoa e Alfre Woodard, entre outros, em uma história que parte de uma posição de diversão, estranheza vertiginosa e se arrasta para frente em um ritmo lúgubre."
Ben Travers, da IndieWire, respondeu positivamente: "O drama de ação de Steven Knight é uma mistura estranha, mas eficaz" e "o equilíbrio ainda não existe, pois os episódios não ganham exatamente seu tempo de duração de uma hora. Momoa, enquanto isso, se encaixa no papel também."